# Jorge de Espira
Georg Hohermut von Speyer, llamado Hochermuth por su compañero Felipe de Utre y Jorge de Espira, Despira o de Spira en español (Espira, Sacro Imperio Romano Germánico, 1500 - Santa Ana de Coro de la provincia de Venezuela, Imperio español, 11 de junio de 1540) fue un conquistador alemán del siglo XVI. Estuvo en los territorios de las actuales Venezuela y Colombia.

## Biografía

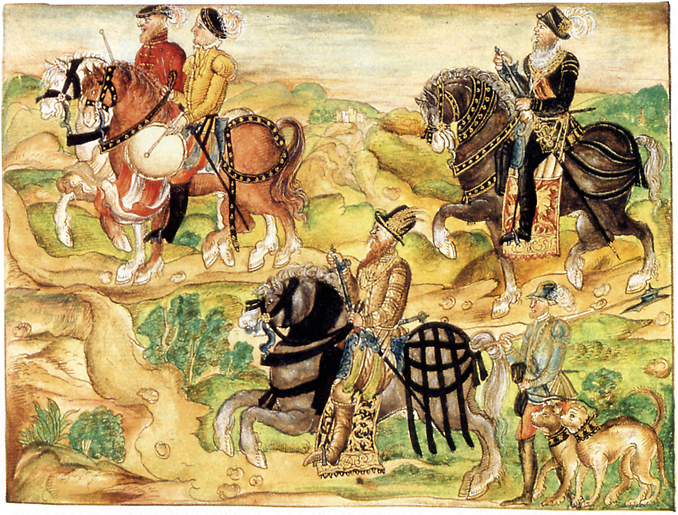
Inspección de la Armada Welser por Jorge de Espira (derecha) y Felipe de Utre (centro) en Sanlúcar de Barrameda.

Georg von Speyer o bien Jorge de Espira estaba entre los buscadores de fortuna solicitados por los banqueros de Augsburgo, Antonio y Bartolomé Welser, para la colonización de la provincia de Venezuela en 1534. Fue puesto al frente de un grupo de colonizadores que desembarcó en Santa Ana de Coro en 1535. Espira se convirtió en el gobernador de la concesión Welser en América debido a que el primer gobernador, Ambrosio Alfinger, había muerto en 1533. 
Entre 1535  y 1538 viajó por el suroccidente de Venezuela y el noreste de Colombia en búsqueda de El Dorado en compañía de Nicolás Federmann y Felipe de Utre. Su primera expedición en busca de El Dorado se debió a la persuasión de Federmann, quien había estado en el área con anterioridad.
Partiendo de Coro llegaron al pueblo de Riohacha, actual Colombia, y siguieron por el flanco oriental de la sierra de Perijá. A través de las rutas existentes del comercio de la sal y cruzando los Andes, penetraron en el territorio de los chibchas. Finalmente, retornaron a Coro ochenta expedicionarios con las manos vacías. 
Espira adujo razones de salud para renunciar a su cargo de gobernador de Venezuela en 1539. Tras intentar volver a Europa, fue conminado por la Real Audiencia de Santo Domingo a regresar a la gobernación de Coro, donde murió poco después. Según Girolamo Benzoni, Spira fue asesinado por sus compañeros españoles de una forma atroz.